# 368e régiment d'infanterie (France)
Le 368e régiment d'infanterie (368e RI) est un régiment d'infanterie de l'Armée de terre française constitué en 1914 avec les bataillons de réserve du 168e régiment d'infanterie.
À la mobilisation, chaque régiment d'active créé un régiment de réserve dont le numéro est le sien plus 200.

## Création et différentes dénominations
- Août 1914 : 368e Régiment d'Infanterie
- 5 juin 1916 : Dissolution. La revue de dissolution du régiment est passée par M. le surintendant Bourdaire, chef des services administratifs de la 73e Division d'Infanterie à 10 heures du matin à Villers-en-Haye (Meurthe-et-Moselle). Le lieutenant-colonel passe la revue des troupes du régiment sur le terrain de manœuvres de Griscourt (Meurthe-et-Moselle). Il leur présente une dernière fois le drapeau du 368e et leur fait ses adieux.

## Chefs de corps
- 5 août 1914 - 21 septembre 1914 : Lieutenant-colonel Duchêne[1] (mortellement blessé le 21 septembre 1914)
- 21 septembre 1914 - 5 juin 1916 : Lieutenant-colonel Eberlé Georges

## Historique des garnisons, combats et batailles

### Première Guerre mondiale

#### Affectation
- 73e Division d'Infanterie d'août 1914 à juin 1916
  - 146e brigade d'infanterie d'août 1914 à juin 1916

#### 1914
Le 368e régiment d'infanterie est formé à Sens, au dépôt du 168e régiment d'infanterie, le 2 août. Il comprend outre l'état-major du régiment, 2 bataillons, 8 compagnies représentant 2 055 sous-officiers et hommes de troupe.
Le 5 août le régiment quitte Sens par train en passant par Laroche, Dijon-Ville, Dijon-Porte-Neuve, Is-sur-Tille et Gironcourt où il débarque le 6 août avant de prendre son cantonnement à Soncourt. 
Le 7 août le régiment reçoit ordre de se rendre à la « ferme des Quatre-Vents » et cantonne le soir à Toul.
Le 8 août, il reçoit du matériel et ses deux sections de mitrailleuses.
Le 9 août, il se dirige vers sa position en passant par Jaillon, Saizerais où il cantonne.
Du 10 au 12 août, conformément à la mission confiée à la 146e brigade le régiment doit maintenir la liaison établie avec les corps voisins et interdire à l'ennemi l'accès du plateau de Saizerais en tenant le secteur situé entre les routes 4 Vents et Dieulouard et 4 Vents-Marbache. 
Le 13 août, le 368e laisse ses positions de Saizerais au 144e RI et part cantonner à Fontenoy-sur-Moselle qu'il quitte le 17 août pour Saizerais en passant par Aingeray et Liverdun.
Le 18 août, la 73e Division d'Infanterie de Réserve, dont fait partie le 368e RI, se porte sur le front Mamey-Limey-Villers-en-Haye-Martincourt
Le 3 septembre, alors qu'il est en position dans le village de Regniéville, le régiment repousse les incursion de uhlans puis attaqué par  la 33e Réserve Infanterie Division allemande, qui déferle par les vallées de la Moselle et du Rupt de Mad, il évacue le village le 5 septembre.

## Drapeau
Il porte, cousues en lettres d'or dans ses plis, les inscriptions suivantes :
- Bois-le-Prêtre 1915